# Ле-Нувьон-ан-Тьераш (кантон)
Ле-Нувьон-ан-Тьераш (фр. Le Nouvion-en-Thiérache) — упраздненный кантон во Франции, регион Пикардия. Департамент кантона — Эна. Входил в состав округа Вервен. Население кантона на 2010 год составляло 6 776 человек.
Код INSEE кантона — 0223. Всего в кантон Ле-Нувьон-ан-Тьераш входило 9 коммун, из них главной коммуной являлась Ле-Нувьон-ан-Тьераш.

## Коммуны кантона
В состав кантона входили коммуны (население по данным Национального института статистики за 2010 г.):
- Барзи-ан-Тьераш — население 306 чел.
- Берг-сюр-Самбр — население 220 чел.
- Буэ — население 1 265 чел.
- Доран — население 157 чел.
- Ла-Нёвиль-ле-Доран — население 385 чел.
- Ле-Нувьон-ан-Тьераш — население 2 807 чел.
- Лешель — население 296 чел.
- Феми-ле-Сар — население 490 чел.
- Эскеэри — население 850 чел.

## Экономика
Структура занятости населения :
- сельское хозяйство — 7,3 %
- промышленность — 41,3 %
- строительство — 4,2 %
- торговля, транспорт и сфера услуг — 29,0 %
- государственные и муниципальные службы — 18,2 %

## Политика
На президентских выборах 2012 г. жители кантона отдали в 1-м туре  29,3 % голосов Марин Ле Пен против 28,4 % у Николя Саркози и 24,7 % у Франсуа Олланда, во 2-м туре в кантоне победил Саркози, получивший 53,1 % (2007 г. 1 тур: Саркози — 30,5 %, Жан-Мари Ле Пен — 21,6 %; 2 тур: Саркози — 57,9 %). На выборах в Национальное собрание в 2012 г. по 3-му избирательному округу департамента Эна они поддержали кандидата партии Союз за народное движение Фредерика Мёра, получившего 41,2 % голосов в 1-м туре и 53,5 % голосов — во 2-м туре.
|  | Кандидат     | Партия                  | % голосов |
|  | ------------ | ----------------------- | --------- |
|  | Тьерри Тома  | Социалистическая партия | 53,48     |
|  | Розелин Кель | Прочие правые           | 46,52     |

|  | Кандидат     | Партия                         | % голосов |
|  | ------------ | ------------------------------ | --------- |
|  | Тьерри Тома  | Социалистическая партия        | 44,38     |
|  | Ги Верен     | Союз за французскую демократию | 40,24     |
|  | Ноэль Трошен | Прочие левые                   | 15,38     |